# Сальме (эстонская мифология)
Са́льме, также Са́лме (эст. Salme) — персонаж эстонского народного эпоса «Калевипоэг» и главная героиня эстонской рунической песни «Сальме» («Звёздная невеста» (эст. Tähemõrsja).
В Таллине есть улица Салме, её протяжённость составляет 824 метра. Имеет историческую застройку; пять зданий на улице Салме внесены в Государственный регистр памятников культуры Эстонии.

## В эпосе «Калевипоэг»
Сальме упоминается в первой песни эпоса «Прибытие Калева * Сальме и Линда * Свадьба».
Жившая на западе старая вдова находит на дороге к пастбищу рябую курочку, на лугу яйцо тетёрки и живого воронёнка. Относит их домой, в тёмный каменный амбар, и садит курицу высиживать яйцо тетёрки, чтобы вывести цыплёнка и из него вырастить взамен ребёнка, чтобы утешить свою печаль. Накрывает гнездо полотном, а воронёнка кидает в угол, за сундук. На четвёртый месяц приходит она в амбар проверить свою находку:
Смотрит — курочка рябая
Стала девушкой красивой,
Сальме — девушкою нежной,
А яйцо тетёрки тоже
Стало девушкой красивой,
Линдой ласковою стало.
Воронёнок же превратился в сиротку, бедную девушку, служанку.  
К Сальме стали ездит сваты — 
По семь слушателей тайных
Соглядатаев — по восемь,
Гости знатные езжали.
Один жених был Месяц (Kuu), другой — Солнце (Päike). От обоих прячется Сальме за амбаром и обоим отказывает, говоря, что она — «золото» (kuld) и «серебро», и для каждого находит свои отговорки. Приезжает третий жених — прекрасный Молодец-Звезда (Täht), «старший сын Звезды Полярной (Põhjanael, буквально: Гвоздь Севера), на пятидесяти конях, о шестидесяти слугах».
Сальме крикнула навстречу
Из узорного амбара,
Из покоя обжитого:
— Отведите коней гостя
В ту просторную конюшню!
...За Звезду я замуж выйду
Звёздным мыслям нет предела!
Он полей земных не портит,
Поздней жатве не мешает!
Гостя ясного сажайте
Перед тёсаной стеною
На рябиновой скамейке
За узорный стол точёный,
Свежей скатертью накрытый!

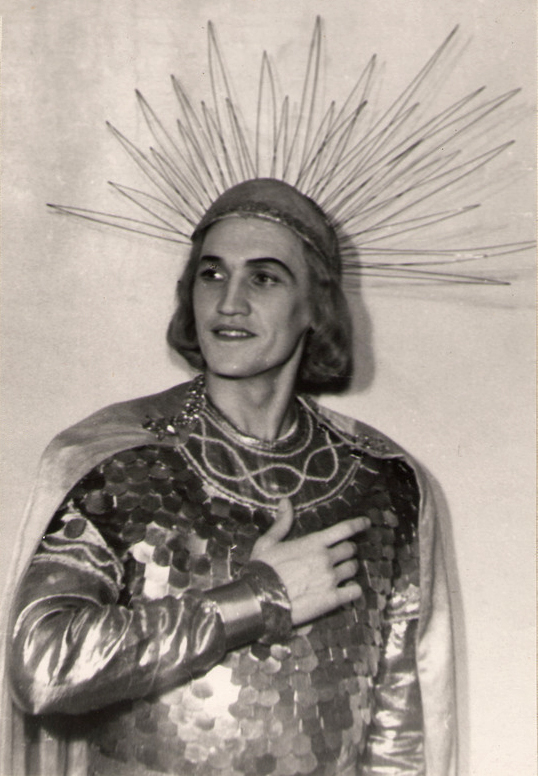
Балет «Калевипоэг». Солнце — Гарибальди Кивисалу. Таллин, 1953

Созвали гостей на сватовство, на свадьбу, на весёлый пир:
Милых сватов пригласили
За столы, на пир весёлый,
За узорный стол точёный...
Гости съехались на свадьбу
Ристи-танец танцевали,
Пляску Виру проплясали
Золотой песок топтали,
Мураву густую мяли, —
Сын-Звезда и Сальме-дева
Свадьбу весело играли.

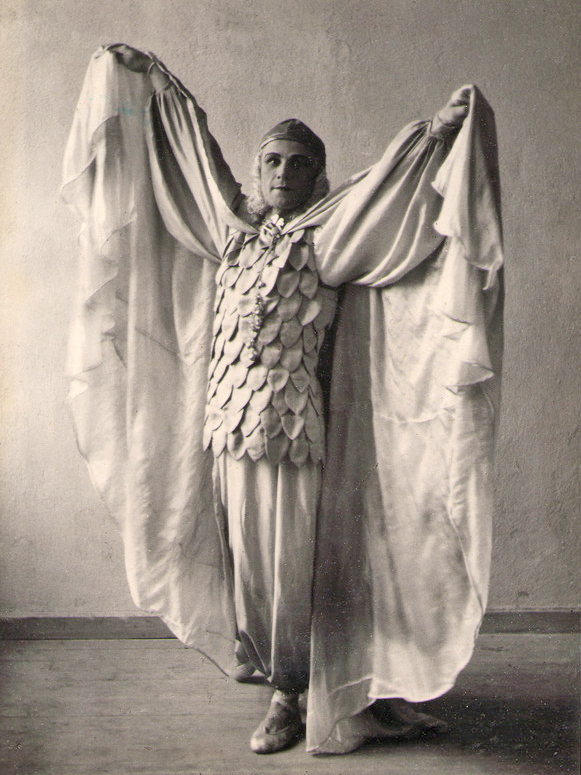
Балет «Калевипоэг». Ветер — Йоханнес Вийрг. Таллин, 1948

Привлечённые шумом пира, опять приезжают женихи, один за другим: Месяц, Солнце, Водяной Поток, Ветер, королевич Кунгла, но теперь — свататься к Линде. Однако им всем отказывает Линда, говоря, как и Сальме, что она — «золото» и «серебро», и находя для каждого свои отговорки. Последним приезжает шестой жених — Калев, и, несмотря на то, что, в отличие от всех остальных, он не нравится вдове-хозяйке и всей родне Линды, та именно его выбирает себе в мужья.
Сальме выпить пригласила:
— Кушай, Калев! Выпей, Калев!
Наших сладостей отведай!
Промочи с дороги горло
Из заветного кувшина,
Из узорчатого кубка!
Созвали гостей, сватов и дружек, и стали также весело праздновать свадьбу Линды, какой была свадьба Сальме. И в разгар веселья зовёт Звезда свою молодую жену домой:
Сын-Звезда домой собрался
Сальме-курочку покликал
Он из горницы веселья.
Стал перед вдовою старой,
Руку жал ей, говорил ей:
— До свиданья, старенькая!
До свиданья, гости-сваты!
Счастлив будь, свояк мой Калев,
С молодой своей женою!
Увожу от вас я Сальме,
Ласкин глаз беру с собою!..
Ни сестра, ни мать о счастье
Милой Сальме не узнают.
Плачьте, плачьте, братцы Сальме!
Плачьте, девушки-подружки!
Навсегда увозят Сальме,
За ночную тучку спрячут,
В небо звёздное подымут,
Сделают лучом рассвета! —
И, слезами заливаясь, 
Из саней сказала Сальме:
— Матушка моя родная!
Я должна от вас уехать,
Из гусиного родного
Стада улететь должна я!
Покидает вас тетёрка,
Лебедь белый улетает!
Повеял ветер, побрызгал дождь — улетела Сальме, и больше вестей о ней не было.

## В эстонской рунической песне
Сальме является главной героиней одноимённой эстонской рунической песни «Сальме» («Звёздная невеста»). В эпосе «Калевипоэг» представлен один из вариантов этой песни. Фридрих Крейцвальд удлинил песню, добавляя и повторяя свадебные мотивы. Эпизод сватовства и замужества Линды он описал почти буквально песне «Сальме».
Песня «Звёздная невеста» из Эстонии попала Ингерманландию, оттуда в Олонец и Южную Карелию. В некоторых местностях песня заканчивает иначе: Сальме всем красивым и богатым женихам предпочитает какого-либо крестьянина или парня из своей деревни.
Элиас Лённрот перевел «Звёздную невесту» на финский язык и опубликовал в своём знаменитом сборнике финских рунических песен «Кантелетар» под названием «Suomettaren kosijat».